# Toni Tapalović
Toni Tapalović (Gelsenkirchen, 10 oktober 1980) is een Duits-Kroatische voormalig voetballer die uitkwam als doelman en huidig voetbaltrainer. Hij is assistent-trainer bij FC Barcelona onder leiding van Hansi Flick. 

## Spelerscarrière
Tapalović begon op vijfjarige leeftijd met voetballen bij Fortuna Gelsenkirchen, een sportclub uit het district Ückendorf. In 1990 stapte hij over naar de jeugdopleiding van FC Schalke 04 en in 1998 werd hij gepromoveerd naar het amateurelftal als A-junior, waar hij tot 2002 speelde. In 1999 kreeg hij een profcontract dat geldig was tot 30 juni 2001, maar in augustus 1999 liep hij een knieblessure op aan zijn mediale meniscus. Na nog een jaar vertrok hij in 2002 naar VfL Bochum, waar hij tot 28 januari 2004 actief was. Bij beide Bundesliga-clubs bleef hij reservekeeper zonder Bundesliga-wedstrijdervaring op te doen. In januari 2004 ging hij naar KFC Uerdingen 05 in de Regionalliga Nord, waar hij tot 30 juni 2005 speelde en in beide seizoenen 13 competitiewedstrijden speelde. Zijn eerste wedstrijd speelde hij op 28 februari 2004 (20e speeldag) in de 3-0 uitoverwinning tegen Holstein Kiel. In de uitwedstrijden tegen Lübeck (0-2) en Hertha BSC II (0-1) in april 2005 werd Tapalović rond twintig minuten voor het einde van de wedstrijd als aanvaller ingebracht omdat zijn team door verschillende blessures geen veldspelers meer beschikbaar had.
Na vijf maanden zonder club te hebben gezeten na zijn periode bij Uerdingen, werd hij gecontracteerd door tweede divisieclub Kickers Offenbach, waar hij niet speelde. In 2006 keerde hij terug naar FC Schalke 04 en na het vertrek van Frank Rost in januari 2007 werd hij opnieuw gepromoveerd naar de profselectie als reservekeeper. In drie seizoenen speelde hij 21 competitiewedstrijden voor het tweede elftal. Na een jaar zonder club sloot hij zich voor het seizoen 2010/11 aan bij het tweede elftal van 1. FSV Mainz 05, waarvoor hij vijf competitiewedstrijden speelde in de vierde klasse Regionalliga. In oktober 2010 liep hij tijdens een oefenwedstrijd een kruisband- en een mediale band scheur op, waardoor hij zes maanden moest herstellen, wat uiteindelijk leidde tot het beëindigen van zijn actieve carrière als doelman.

## Trainerscarrière

### Bayern München
Op 11 juli 2011 werd hij aangesteld als keeperstrainer van Bayern München en tekende hij een contract voor 10 jaar, tot 30 juni 2021. Dit contract werd later verlengd tot 2023. Hij trainde onder anderen Manuel Neuer, die hij kende van hun gezamenlijke tijd bij Schalke 04, evenals Sven Ulreich.
Op 23 januari 2023 werd hij met onmiddellijke ingang ontslagen bij Bayern München. De toenmalige sportdirecteur Hasan Salihamidžić noemde "verschillen over de manier van samenwerking" als reden voor het ontslag.

### FC Barcelona
Op 13 juli 2024 maakte de club haar staf bekend onder het bewind van Hansi Flick. De komst van Tapalović werd aangekondigd, evenals die van Marcus Sorg en Heiko Westermann als mede-assistenten.

## Privé
Tapalović is de jongere broer van Filip Tapalović.

## Erelijst

### Als assistent-trainer
Bayern München
- Bundesliga: 2012/13, 2013/14, 2014/15, 2015/16, 2016/17, 2017/18, 2018/19, 2019/20, 2020/21, 2021/22
- DFB-Pokal: 2012/13, 2013/14, 2015/16, 2018/19, 2019/20
- DFL-Supercup: 2012, 2016, 2017, 2018, 2020, 2021
- UEFA Champions League: 2012/13, 2019/20
- UEFA Super Cup: 2013, 2020
- FIFA Club World Cup: 2013, 2020

 FC Barcelona
- Supercopa de España: 2024/25
- Copa del Rey: 2024/25
- Primera División: 2024/25